# Hafen Dagebüll

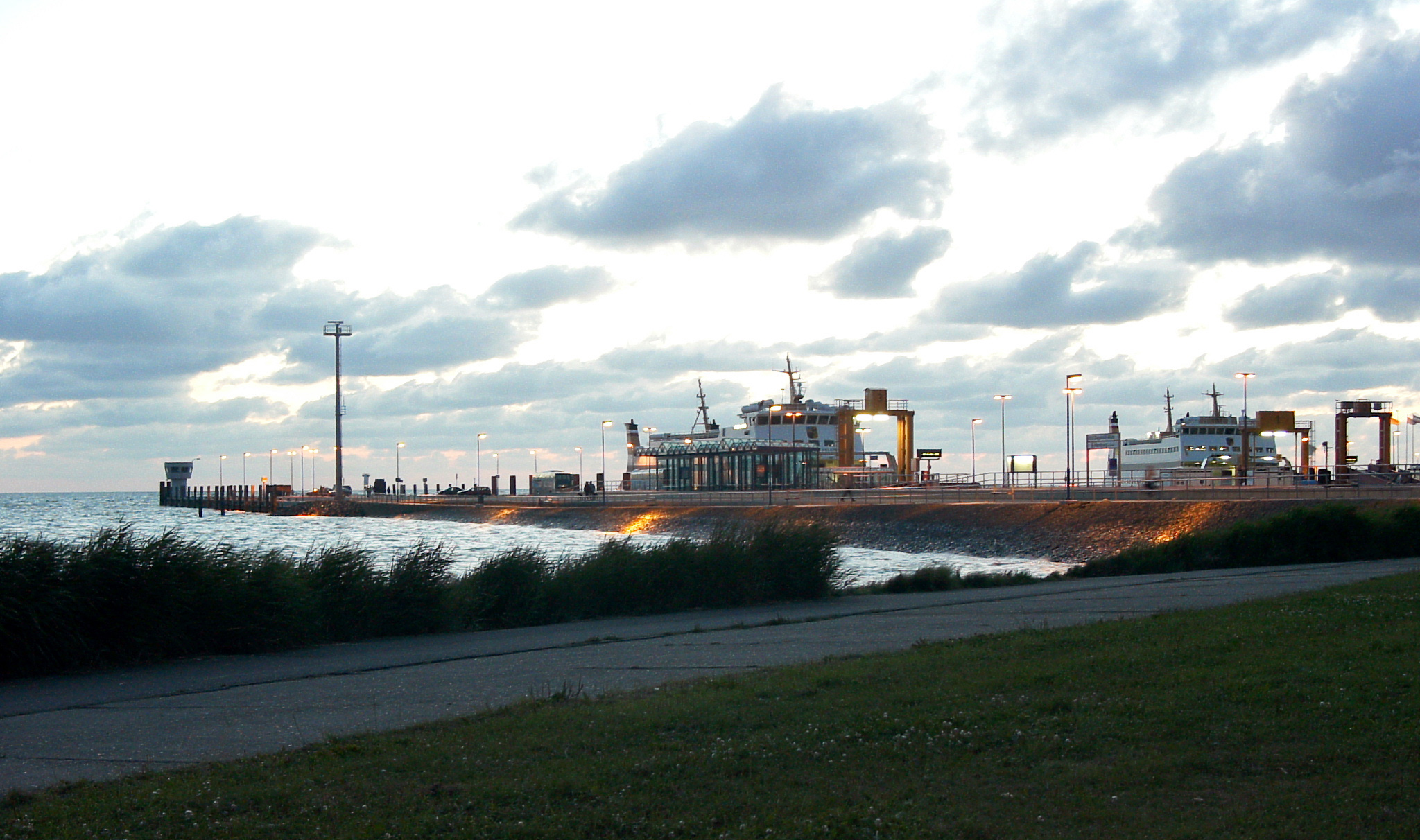
Blick auf den Hafen aus südlicher Richtung

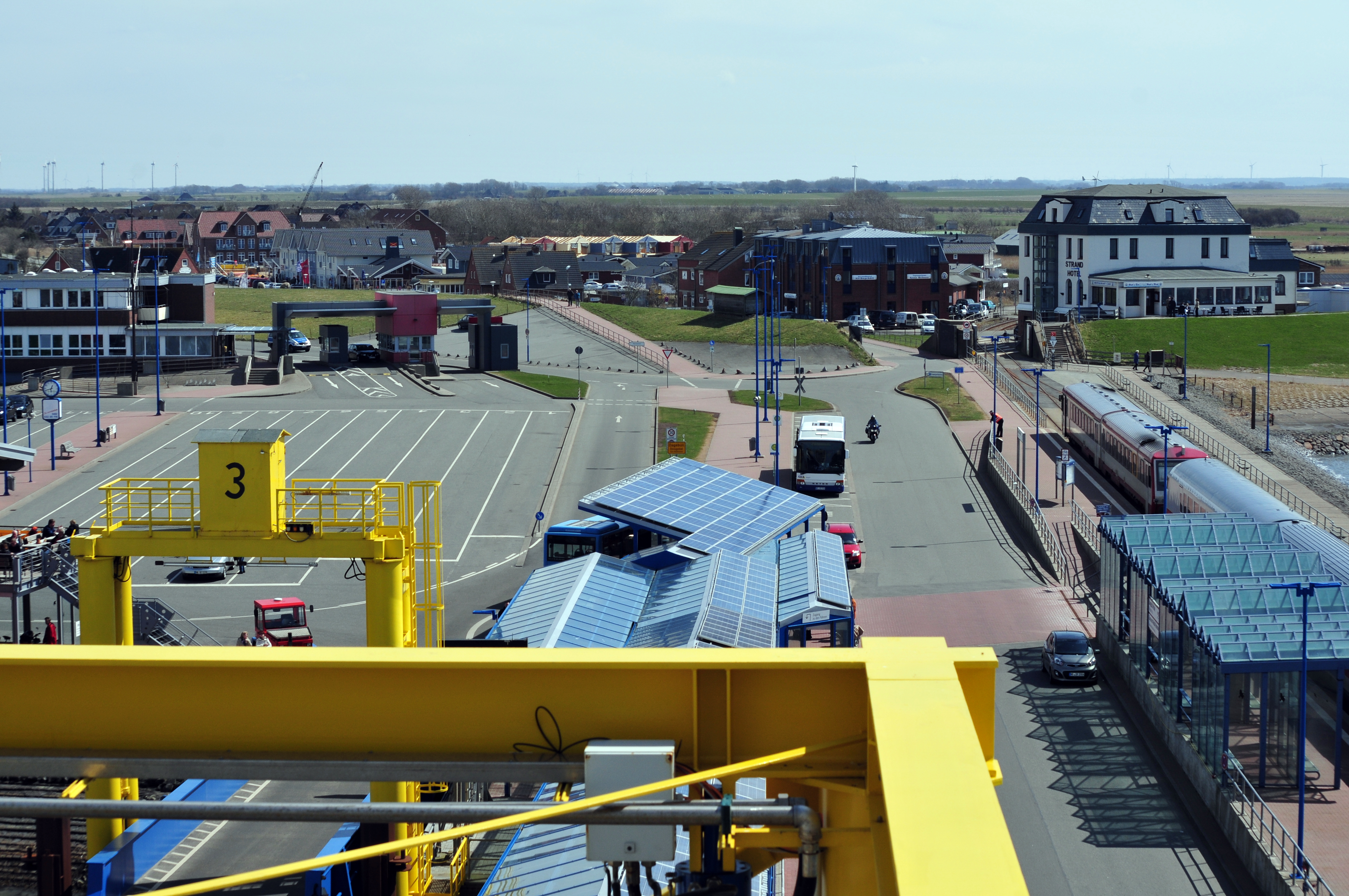
Landseitige Hafeninfrastruktur

Der Hafen Dagebüll ist ein Hafen in der Gemeinde Dagebüll im schleswig-holsteinischen Kreis Nordfriesland. Er ist insbesondere für den Fährverkehr zu den Nordfriesischen Inseln Föhr und Amrum von Bedeutung.

## Betreiber
Der Hafen wird von der Hafengesellschaft Dagebüll mbH mit Sitz in Dagebüll betrieben. Gesellschafter der Hafengesellschaft sind die Gemeinde Dagebüll mit einem Anteil von 40 % sowie das Amt Föhr-Amrum, die Stadt Wyk auf Föhr sowie die Versorgungsbetriebe Amrum mit jeweils 20 %.
Die Hafengesellschaft wurde 1999 gegründet. Zum damaligen Zeitpunkt plante das Land Schleswig-Holstein die Privatisierung der landeseigenen Häfen. Die in der Hafengesellschaft zusammengeschlossenen Kommunen der Region erwarben daraufhin mit Wirkung zum 1. Januar 2000 den vormals landeseigenen Hafen. Neben dem Hafen Dagebüll betreibt die Hafengesellschaft auch den Hafen Schlüttsiel sowie die Anleger auf den Halligen Langeneß und Hooge.

## Lage
Der Hafen befindet sich im nordwestlichen Teil der Gemarkung des Ortes Dagebüll auf dem Areal des Dagebüller Koogs. Er ragt als halbinselförmige Spitze ein kleines Stück westlich ins Wattenmeer hinaus. Das gesamte Hafengelände befindet sich außerhalb des eingedeichten Gebiets, so dass es bei Sturmflut überflutet wird.

## Verkehrsanbindung

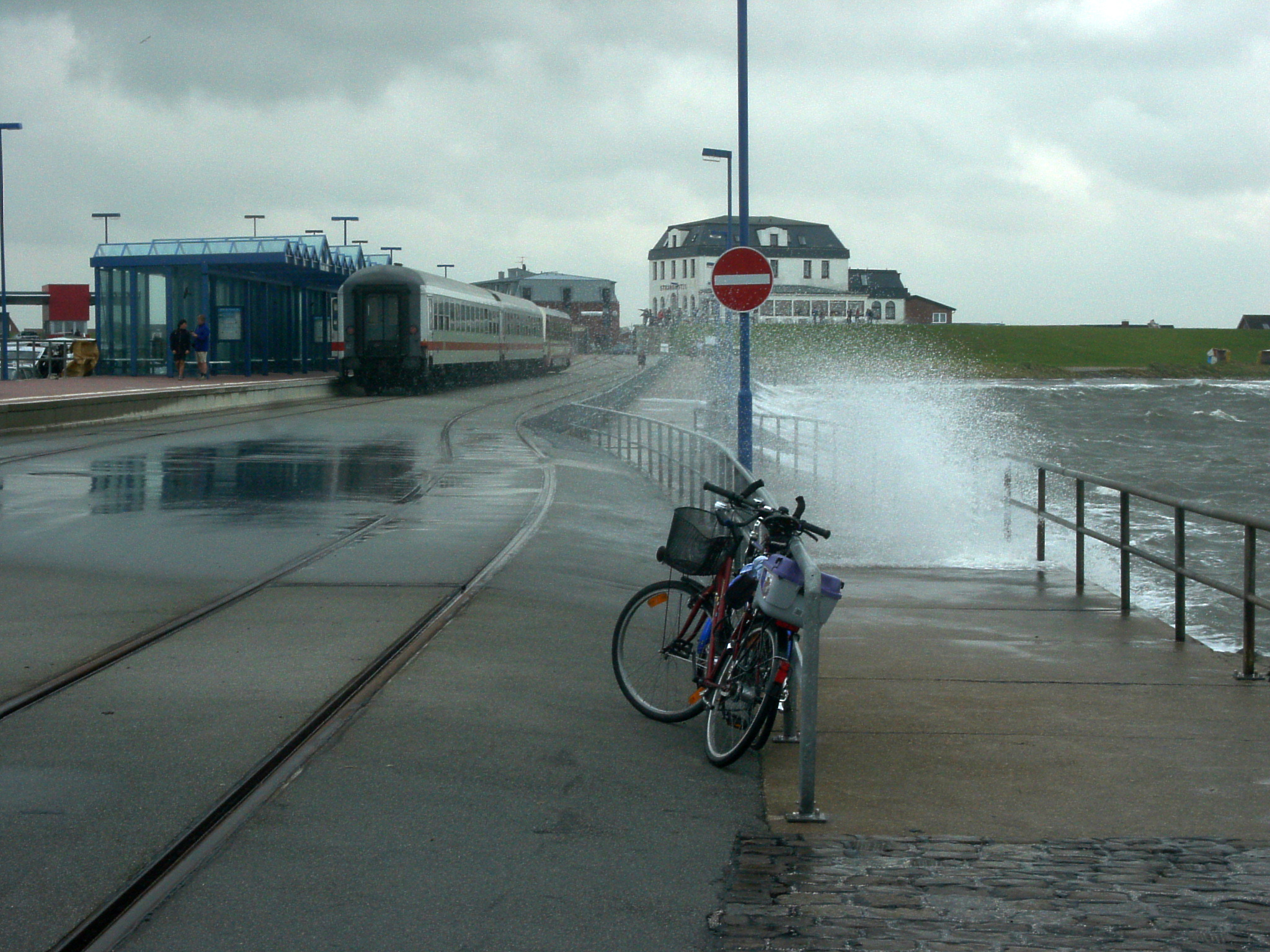
Bahnhaltepunkt Dagebüll Mole

Der Hafen ist über die Landesstraßen L9 (in Richtung Niebüll) und L191 (in Richtung Husum) an die Bundesstraße 5 und in deren weiteren Verlauf an die Bundesautobahn 23 bei der Anschlussstelle Heide-West angebunden. Des Weiteren besteht eine Bahnverbindung vom auf dem Hafengelände befindlichen Haltepunkt Dagebüll Mole nach Niebüll. Die Bahnstrecke wird von der Norddeutschen Eisenbahngesellschaft Niebüll mbH (neg) bedient. Die Deutsche Bahn bietet Kurswägen nach Dagebüll Mole an.

## Fährverkehr

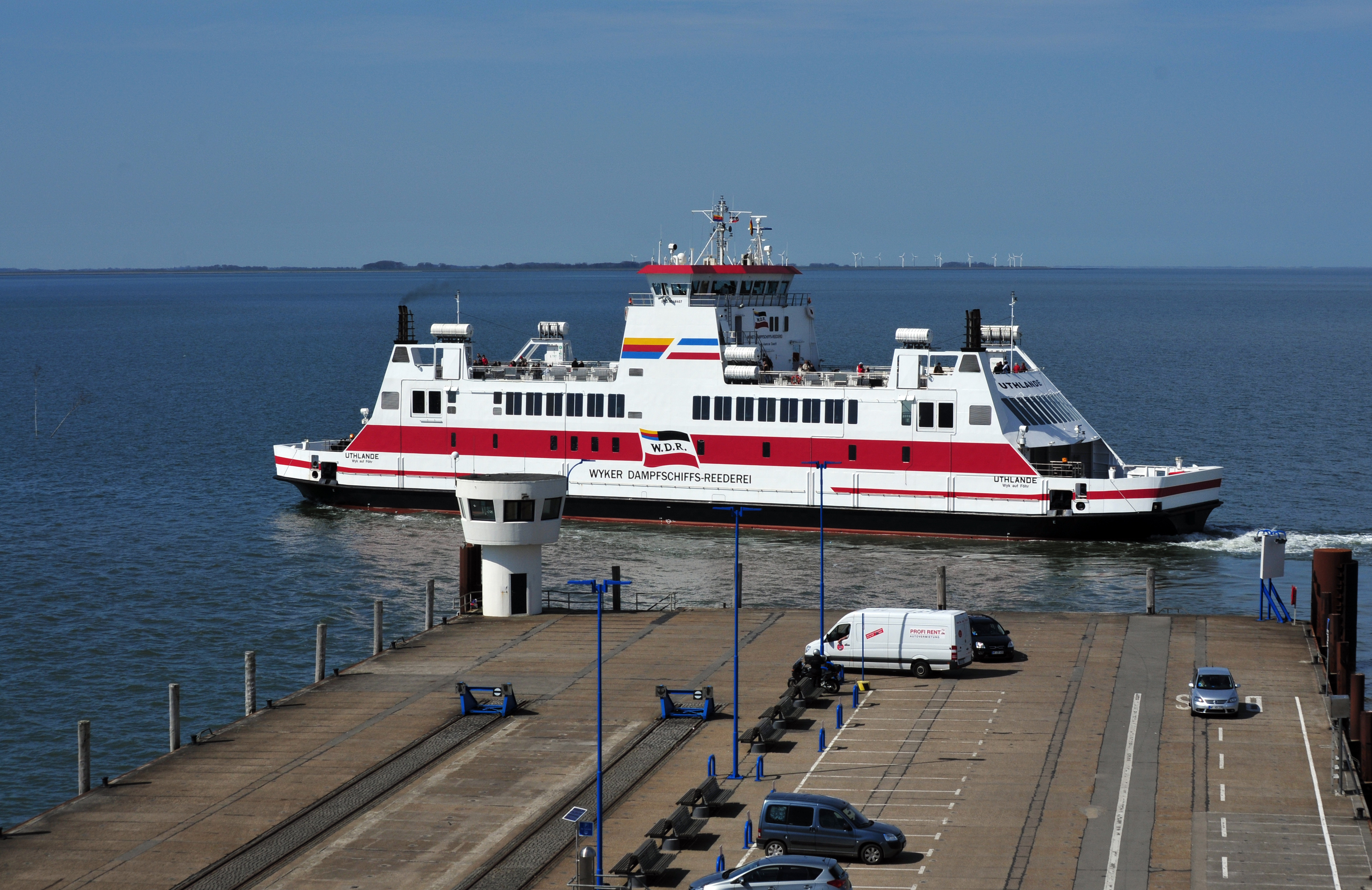
MS Uthlande, auslaufend Dagebüll

Der Hafen Dagebüll ist Ausgangspunkt für den Fährverkehr zu den Inseln Föhr und Amrum. Die in Wyk auf Föhr beheimatete Wyker Dampfschiffs-Reederei Föhr-Amrum GmbH (W.D.R.) bedient von hier aus mit RoPax-Fähren die Häfen Wyk auf Föhr und Wittdün auf Amrum. Wyk wird hierbei immer direkt angelaufen; nach Wittdün gibt es teilweise Direktverbindungen, teilweise wird hierbei auch Wyk angefahren. Die Fahrt nach Wyk dauert etwa 50 Minuten, die nach Wittdün rund 90 Minuten bei direkter Fahrt bzw. rund 120 Minuten bei Fahrt über Wyk.
Zur Abwicklung des Fährverkehrs stehen drei RoRo-Rampen, eine davon mit seitlichem Fußgängerzustieg, zur Verfügung. Jährlich werden von Dagebüll aus rund 1,7 Mio. Fahrgäste und mehr als 300.000 Pkw und 45.000 Lkw transportiert.
Eingesetzt werden die drei weitgehend baugleichen, zwischen 2010 und 2018 erbauten Doppelendfähren Uthlande, Schleswig-Holstein und Norderaue sowie die ältere, 1995 gebaute Nordfriesland.
Befördert werden alle Arten von Kfz, Fahrräder und Fußgänger.

## Sonstiger Hafenbetrieb
Neben dem Fährverkehr wird der Hafen auch von lokalen Fischern sowie für die Versorgung der Inseln Föhr und Amrum mit Massengütern genutzt. Zudem erfolgt dort gelegentlich Schwerlastumschlag, z. B. für Teile von Windkraftanlagen.
An der 145 m langen Nord- und der 40 m langen Südmole können bei Hochwasser Schiffe mit einem Tiefgang bis zu 4,1 m festmachen.

## Ausflugsverkehr
Die Reederei Adler-Schiffe bietet ab Dagebüll Tagesfahrten mit ihrem Katamaran Adler Rüm Hart nach Hörnum auf der Insel Sylt an.

## Umschlags- und Logistikunternehmen
Der Hafen wird von den drei Logistikunternehmen W.D.R., neg und Nordfriesland Logistik GmbH (vormals NVAG Logistik GmbH), einer Spedition mit Spezialisierung auf die Inselversorgung, genutzt.